# Велес-ВА
«Велес-ВА» — российское издательство комиксов, основанное в 1990 году в Екатеринбурге. Прекратило свою деятельность в 1998 году.

## История
Издательство было основано в Екатеринбурге летом 1990 года художниками Игорем Кожевниковым, Радиком Садыковым и предпринимателем Игорем Ермаковым, под патронажем Союза Ветеранов Афганистана Свердловской области.
Первое издание представляло собой газету, называлось «Сборником комиксов», и было напечатано в типографии тиражом 5000 экземпляров ровно через год, летом 1991 года. После в целом положительной реакции был выпущен дополнительный тираж. В этом номере впервые прозвучало название «Велес», так назывался комикс о древней истории славян.
В 1990—1992 годах вышло три «Сборника комиксов», один сборник «Юмор комикс» и один «СЮП: Секс Юмор Приключения». Расширялся штат художников и авторов, увеличивался тираж. Уже в этих сборниках начинают выходить такие авторские серии комиксов как «Видар» (авторский фэнтези-комикс), «Через кровь и страдание» (триллер и ужасы).
В 1992 году издательство начинает выпускать журнал комиксов под названием «Велес». Фирменное название носит и сквозной рассказ о юноше Велесе, приемном сыне тёмного бога Волоса, в жанре славянского фэнтези. Также в журнале «Велес» печатается роман комиксов «Красная кровь» о советском солдате Иване, отправившемся воевать в Афганистан. «Спасти землю» — футуристический боевик. Фэнтези Радика Садыкова «Видар». Юмористические скетчи об суперагенте «Агент Z», который позже стал анимационным ведущим передачи о компьютерных играх «Мегадром Агента Z» на местном екатеринбургском «4 канале». А также другие комиксы.
В 1994 году выходят две детские книжки-расскраски о приключениях авторского супер героя Русского Мишки («Нинзя-черепаши и Русский Мишка», «Бельчата — летяги и Русский Мишка»), одетого в рубашку-косоворотку, и вооруженного балалайкой — трансформером, превращавшейся в автомат. Персонаж является ответом издательства на обилие популярных у детской аудитории в то время западных антропоморфных героев-зверей, таких как Черепашки ниндзя, Мыши-рокеры и т. д.
Последним изданием становится комикс-адаптация русской народной сказки «Иван-крестьянский сын и Чудо-юдо», первая часть которой вышла в издательстве отдельным журналом в 1995 году. Комикс в духе времени натуралистично представляет Ивана мастерски владеющим мечом героем боевика, расправляющимся с монстрами. Вторая завершающая часть комикса не попала на прилавки. Из-за пожара на складе, уничтожившего тираж новых комиксов, а также дефолта 1998 года, издательство прекратило свою деятельность. На данный момент предприятие как юридическое лицо по прежнему существует, называется ООО «Велес-ВА», занимается другой деятельностью.

## Концепция
Продукция издательства Велес-ВА позиционировалась как национальные российские комиксы, с культурно-историческим и патриотическим направлением публикаций. В то же время комиксы были наполнены брутальными и эротическими сценами, в духе западных кинематографических боевиков, модных в перестроечное время и 90-е годы. В целом комиксы сборника «Велес» скорее относятся к категории 16+ из-за обилия недетских сюжетных ходов.

## Значимость
Наряду с такими проектами, как издания комикс-студии «Муха» и журнал комиксов «Великолепные приключения», комиксы издательства Велес-ВА были одними из немногих российских периодических изданий 90-х, посвященных исключительно комиксам, и тем самым определяли лицо отечественного комикса той эпохи. Комиксы Велес-ВА одними из первых вспоминают те, кто всерьез интересуется историей российских комиксов, как пример удачного и успешного по меркам того времени издания.

…огромной проблемой, встававшей перед авторами девяностых-нулевых, было отсутствие аудитории, способной по достоинству оценить их труд. Довольно удачными проектами, пытавшимися преодолеть этот вакуум, были журналы «Велес» или «Великолепные приключения»; они существовали, имели даже поклонников, но — мало кто сейчас способен вспомнить о них, кроме людей, всерьёз интересующихся отечественными рисованными историями.

Дарья Дмитриева, культуролог, кандидат наук, исследователь феномена комиксов, в своей работе «Век супергероев: Истоки, история, идеология американского комикса» посвящает комиксам Велес-ВА обширный фрагмент в главе «Проблема поиска супергероя в российском комиксе»:

Мы видим следы того, что Фредерик Джеймисон называет «политическим бессознательным» уже на уровне выбора тем комиксов: 20 % историй всех историй на страницах журналов издательства «Велес-Ва» посвящены юмористическим темам, остальные 80 % — героическим историям в разных жанрах, среди которых преобладают фэнтэзи и фантастика. Таким образом, комиксы 90-х содержат мощный утопический импульс, ожидание связывается сразу со многими возможностями — авторы ищут модели своих героев в западных образцах, в славянской мифологии, на Дальнем Востоке, в фантастическом будущем, сказках и историческом прошлом. Сопряжение режимов мифологического и медийного порождает особый тип образности — новые герои 90-х — новые славяне, «новые
русы». Нарисованные и ведущие себя на западный манер, при этом порождающие структурное смешение псевдоисторического и новомифологического повествования, псевдославянские герои соседствуют на страницах первых выпусков с заимствованными персонажами — Маздой, Бэтмэном, Конаном, Человеком-Пауком и другими.

Для культуролога Дмитриевой именно комиксы Велес-ВА из всех подобных изданий наиболее ярко передают дух времени и именно в них наиболее характерно отражен поиск компромисса между мышлением уже пост-советского человека и новой для него западной культурой супер-героев.

## Упоминания
Александр Кунин, создатель самого большого в России комикс-центра (Центр комиксов и визуальной культуры РГБМ), один из организаторов российского фестиваля комиксов «КомМиссия» вспоминает:

Однажды в 1998 году в одном киоске я обнаружил журнал «ВЕЛЕС», это был его последний выпуск. Екатеринбургский журнал комиксов. Он мне очень понравился. Так началось мое увлечение комиксами.

## Список журналов выпускавшихся издательством Велес-ВА
1. «Сборник комиксов № 1», 1991 год
  - "Велес" (И. Ермаков, И. Кожевников);
  - "Оружие древних воинов" (И. Кожевников).
2. «Сборник комиксов № 2», 1992г год
  - "Конан. Рука Эрлинга" (Дж. Бьюсема, Мак Леод, Дж. М. де Мэтикс);
  - "Через кровь и страдание" (Пудовкин М., Кожевников И.).
3. «Юмор-Комикс. Сборник», 1992 год
  - Юмор-комиксы;
  - "Про толстых";
  - "Бэтмен";
  - "Из жизни Американской тюрьмы";
  - Юмор-комиксы;
  - "Шпионские страсти".
4. «Сборник комиксов № 3», 1992 год
  - "Хогар Страшный" (Дик Браун);
  - "Через кровь и страдание" (Пудовкин М., Кожевников И.);
  - "Хогар Страшный" (Дик Браун).
5. «Танки Второй мировой войны», Книжка-раскраска, 1992 год
6. Журнал комиксов «Велес» № 1, 1992 год
  - "Красная кровь. Часть 1: Иван" (Кожевников И., Садыков Р.);
  - "Илья Муромец" (К. Пушев);
  - "Велес" (Кожевников И.).
7. Журнал комиксов «Велес» № 2, 1993 год
  - "Велес" (Кожевников И.);
  - "Юмор" (С. Черный);
  - "Спасти Землю" (Садыков Р.);
  - "Компания. Русский народный анекдот" (К. Пушев);
  - "Красная кровь. Часть 2: Афган" (Кожевников И., Ермаков И. С., Садыков Р.);
  - "Мишка" (Кожевников И.).
8. «СЮП: Секс Юмор Приключения», 1993 год
9. Журнал комиксов «Велес» № 3, 1993 год
  - "PiF";
  - "Велес" (Кожевников И.);
  - "Агент-Z". Мартин комикс (К. Комардин, С. Пучковский);
  - "Красная кровь. Часть 3: Взвод" (Кожевников И., Ермаков И. С.);
  - "Мишка" (Кожевников И.).
10. Журнал комиксов «Велес» № 4, 1993 год
  - "Велес" (Кожевников И.);
  - "Агент-Z. Изокарнотурановая лихорадка". Мартин комикс (К. Комардин, С. Пучковский);
  - "Спасти Землю" (Садыков Р.);
  - "Красная кровь. Часть 4: Ад" (Кожевников И., Ермаков И. С.).
11. Журнал комиксов «Велес» № 5, 1994 год
  - "Велес" (Кожевников И.);
  - "Агент-Z. Изокарнотурановая лихорадка. Часть 2". Мартин комикс (К. Комардин, С. Пучковский);
  - "Безумные джунгли"  (Садыков Р.);
  - "Спасти Землю" (Садыков Р.);
  - "Scamp".
12. «Ниндзя-черепашки и Русский Мишка», комикс-раскраска, 1994 год
13. «Бельчата-летяги и Русский Мишка», комикс-раскраска 1994 год
14. Журнал комиксов «Велес» № 6, 1995 год
  - "Плазмоид". Мартин комикс лтд.(К. Комардин, С. Пучковский);
  - "Агент-Z. Изокарнотурановая лихорадка. Часть 3". Мартин комикс (К. Комардин, С. Пучковский);
  - "Красная кровь. Часть 5: В когтях смерти" (Кожевников И., Ермаков И. С.).
15. Журнал комиксов «Велес» № 7, 1995 год
  - "Бэтмен". Статья (В. Белогруд);
  - "Фронтовые байки" (Кожевников И.);
  - "Красная кровь: Воскрешение" (Кожевников И., Ермаков И. С.);
  - "Велес" (Кожевников И.);
  - "Ратоборцы". Мартин комикс (К. Комардин);
  - "Видар". Часть 1. МОРТИКОР (Садыков Р.);
  - "Юмор";
  - "Мишка" (Кожевников И.).
16. «Иван-крестьянский сын и Чудо-Юдо», комикс по мотивам русской народной сказки, 1995 год

## Дальнейшая судьба
В 2015 году Радиком Садыковым, одним из сооснователей «Велес-ВА», в Екатеринбурге было основано новое издательство комиксов «Тиен», которое переиздает комиксы издательства «Велес-ВА». Первым переиздаением стал роман «Велес и Дурман-цветок», куда вошли все выпуски комикса выходившие в сборнике «Велес» по частям.